# Warren Ellis (író)
Warren Ellis (Essex, 1968. február 16. –) brit képregény-, televíziós forgatókönyv- és regényíró. Jól ismert társadalomkulturális érdeklődéséről, amit internetes jelenlétén és írásain keresztül is kifejezésre juttat. Munkáiban gyakran jelennek meg transzhumanista témák, például a nanotechnológia vagy a krionika. Jelenleg az angliai Southend-on-Sea lakosa.

## Munkássága
Ellis Essex városában született 1968-ban, nagyjából tizenhét hónappal a holdra szállás előtt; állítása szerint ez legkorábbi emléke.
A The South East Essex Sixth Form College Archiválva 2008. május 6-i dátummal a Wayback Machine-ben tanulója volt, és már az iskolai magazinban is jelentek meg képregényei. Írói karrierjét megelőzően „elvégeztem az összes szar munkát, amit csak el lehet képzelni: dolgoztam könyvesboltban, kocsmában, CD-áruházban, és trágyazsákokat hurcoltam a megélhetésért”.
Ellis írói pályája a Deadline nevű független brit újsággal kezdődött: itt jelent meg első hat oldalas rövid története 1990-ben. Egyéb korai munkái egy Dredd bíró-történet és egy egyoldalas Doctor Who. Első sorozata, a Lazarus Churchyard, a rövid életű angol Blast! magazinban jelent meg.
1994-ben Ellis a Marvel-nek kezdett dolgozni: a tizenkettedik résztől kezdve átvette a Hellstorm: Prince of Lies című sorozatot, ezt beszüntetéséig, a huszonegyedik részig írta; dolgozott a Marvel 2099-részleg számára is, legfontosabb munkája itt az a jövőbeni Doctor Doom-történet, melyben az átveszi a hatalmat az USA felett. Legfontosabb korai munkáját az Excalibur című, Angliában játszódó szuperhős-sorozatban végezte. Ezeken kívül írt egy négyrészes történetet a Thor című sorozatba is, drámaian megváltoztatva a főszereplőt és a képregényt.
Ellis ezután a DC Comicsnak, és az Image Comics Wildstorm alkiadójának kezdett dolgozni, ahol átvette a Stormwatch című képregény írói posztját, új karakter-vezérelt profilt adva az addig főképp akció-sorozatnak. Az ő nevéhez fűződik az első sorozat 37–50. részei, majd a második sorozat 11 része. Ezután a második sorozat rajzolójával, Bryan Hitchel létrehozta a Stormwatch univerzumához kötődő szuper-akció sorozatot, az Authority-t, melyet ő maga „szélesvásznú képregény”-nek nevezett el.
1997-ben Ellis Transmetropolitan címen új, egy disztópikus jövőben játszódó szerzői tulajdonú sorozat írásába fogott, melynek főhőse egy megkeseredett gonzó újságíró, Spider Jerusalem. A képregény rajzolói feladatát Darick Robertson látta el. Kezdetben a DC Helix alkiadójánál jelent meg, annak megszűnése után pedig a Vertigóhoz került, és a DC egyik legsikeresebb nem-szuperhős képregényévé vált. A Transmetropolitan 60 részen át tartott, az utolsó rész 2002-ben jelent meg. Ez máig Ellis leghosszabb munkája.
1999-ben újabb sorozata indult a Wildstorm gondozásában, a Planetary (rajzoló: John Cassaday). Ebben az évben került a Hellblazer-sorozat írói székébe is, innen azonban hamarosan távozott, amikor egy különösen véres középiskolai lövöldözést követően a DC közölte vele, hogy nem hajlandó megjelentetni „Shoot” című hasonló tárgyú történetét, annak ellenére, hogy az a lövöldözés előtt íródott. A Planetary csúszásai hírhedtté váltak, azonban 2008-ban valószínűleg megjelenik a befejező, huszonhetedik rész.
Ellis egy időre visszatért a Marvelhez, a cég „Forradalom”-eseményének keretében, a Counter-X vonal fejeként, azonban a várt sikerek elmaradtak; Ellis egy időre eltávolodott a mainstream szuperhős-képregényektől.
2003-ban elindult egy újabb Wildstorm-sorozat, a tizenkét részes Global Frequency. Emellett különböző kiadóknál (köztük: DC, Avatar Comics, Homage Comics) jelentek meg munkái.
2004-ben Ellis visszatért a mainstream képregények világába: átvette az Ultimate Fantastic Four és az Iron Man írását.
2006-ban Ellis dolgozott a DC Jack Cross című képregényén, amely azonban nem kapott jó fogadtatást, és hamarosan meg is szűnt. A Marvel számára írta a Nextwave című 12 részes limitált sorozatot, és átvette a Thunderbolts-sorozatot is, amely a Marvel Polgárháború eseménysorozatának utóhatásaival foglalkozik.
A Marvel Új Univerzumának huszadik évfordulójának alkalmából Ellis és Salvador Larroca rajzoló új sorozatot indított, mely újraértelmezi ezt az univerzumot. A sorozat címe newuniversal
Ellis jelenleg is több kiadónak dolgozik, olyan képregényeken, mint a Fell (Image), Desolation Jones (DC/Wildstorm) és Blackgas (Avatar Comics).

## Magyarul megjelent művei
- Batman: Denevérré válni (rajzolta Jim Lee in Fekete-Fehér Képregényantológia 3, 2005 október, fordította Gátszegi Gergely)
- Újvilág Fantasztikus Négyes 7-12 (rajzolta Stuart Immonen, Panini Comics, 2006 április-szeptember, fordította Polyák Béla)
- Vasember. Extremis, 1-3.; szöveg Warren Ellis, ill. Adi Granov, ford. Benes Attila; Kingpin, Bp., 2016 (Marvel box)
- Titkos bosszúállók. Küldetést végrehajtani, észrevétlen maradni, világot megmenteni; rajz. Jamie McKelvie et al., ford. Rusznyák Csaba; Fumax, Bp., 2020
- Transmetropolitan. A teljes gyűjtemény; rajz. Darick Robertson, Rodney Ramos; ford. Holló-Vaskó Péter; Fumax, 2020–
  - 1. 2020
  - 2. 2021
- James Bond 007. Eidolon; Ian Fleming nyomán, szöveg Warren Ellis történet, rajz. Jason Masters, ford. Szabó András, Kovács János; Vad Virágok Könyvműhely, 2022
- James Bond 007. Vargr; Ian Fleming nyomán, szöveg Warren Ellis történet, rajz. Jason Masters, ford. Szabó András, Kovács János; Vad Virágok Könyvműhely, 2022
- James Bond 007. A teljes Warren Ellis-omnibus; Ian Fleming nyomán, szöveg Warren Ellis történet, rajz. Jason Masters, ford. Szabó András, Kovács János; Vad Virágok Könyvműhely, 2022